# Matzendorf (Gemeinde Matzendorf-Hölles)
Matzendorf ist eine Ortschaft und eine Katastralgemeinde der Gemeinde Matzendorf-Hölles im Bezirk Wiener Neustadt-Land in Niederösterreich.

## Geografie
Der Ort befindet sich an der Westseite des Wiener Beckens knapp nördlich von Wiener Neustadt und wird von der Landesstraße L151 erschlossen. Im Westen führt die Süd Autobahn am Ort vorbei.

## Geschichte
Im 18. Jahrhundert betrieben die ansässigen Bauern Feldbau und verkauften Holz und Pech. Laut Adressbuch von Österreich waren im Jahr 1938 in der Ortsgemeinde Matzendorf ein Bäcker, ein Fleischer, ein Friseur, zwei Gastwirte, drei Gemischtwarenhändler, ein Landesproduktehändler, ein Maurermeister, ein Schmied, zwei Schuster, ein Viktualienhändler und einige Landwirte ansässig.

## Siedlungsentwicklung
Zum Jahreswechsel 1979/1980 befanden sich in der Katastralgemeinde Matzendorf insgesamt 128 Bauflächen mit 65.423 m² und 162 Gärten auf 103.491 m², 1989/1990 gab es 143 Bauflächen. 1999/2000 war die Zahl der Bauflächen auf 327 angewachsen und 2009/2010 bestanden 756 Gebäude auf 1807 Bauflächen.

## Bodennutzung
Die Katastralgemeinde ist landwirtschaftlich geprägt. 461 Hektar wurden zum Jahreswechsel 1979/1980 landwirtschaftlich genutzt und 358 Hektar waren forstwirtschaftlich geführte Waldflächen. 1999/2000 wurde auf 458 Hektar Landwirtschaft betrieben und 358 Hektar waren als forstwirtschaftlich genutzte Flächen ausgewiesen. Ende 2018 waren 346 Hektar als landwirtschaftliche Flächen genutzt und Forstwirtschaft wurde auf 371 Hektar betrieben. Die durchschnittliche Bodenklimazahl von Matzendorf beträgt 36,3 (Stand 2010).

## Sehenswürdigkeiten
- Katholische Pfarrkirche Matzendorf hl. Radegundis, eine 1786/87 errichtete, Josephinische Saalkirche

## Schöpfwerk Matzendorf
Bei Matzendorf wurden vier Brunnen mit elektrisch betriebenen Pumpen errichtet, drei auf dem Gemeindegebiet von Matzendorf, und am 3. November 1909 in Betrieb genommen, um in die I. Wiener Hochquellenleitung Wasser einzuspeisen. Das Schöpfwerk Matzendorf linderte damit den damals in Wien herrschenden Wassermangel.

## Persönlichkeiten
- Julius Kinner (1837–1894), Buchbinder, Gastwirt und Gemeinderat in Wiener Neustadt
- Karl Wegerer (1897–1965), Landwirt, Bürgermeister und Abgeordneter zum Landtag, wuchs hier auf